# Partit Popular de la Gran Alemanya
Partit Popular de la Gran Alemanya (en alemany: Großdeutsche Volkspartei, GDVP) fou un partit polític austríac fundat el 1920 com a coalició de 17 partits i organitzacions nacionalistes. Se li uniren totes les organitzacions nacionalistes llevat el Partit dels Treballadors i el Landbund. El partit no tenia una organització forta però rebia suport de votants nacionalistes però no els interessava gaire la política. Va rebre el suport dels estudiants, mestres i buròcrates. Era fortament antisemita i va donar suport a la idea del Volksgemeinschaft. Reclamava el lliure comerç i la unificació amb Alemanya.
A les eleccions austríaques no va treure més del 17%, i a les eleccions legislatives austríaques de 1927 va formar coalició amb el Partit Socialcristià. A partir dels anys 1930 va perdre molt suport davant el Partit Nacional Socialista dels Treballadors Alemanys, al qual va acabar per unir-se el 1933-1934.

## Resultats electorals

### Eleccions legislatives
| Any  | Líder           | Vots                              | %                                 | Escons   | +/- |
| ---- | --------------- | --------------------------------- | --------------------------------- | -------- | --- |
| 1920 | Franz Dinghofer | 390,013                           | 13.09                             | 21 / 183 | Nou |
| 1923 | Franz Dinghofer | 259,375                           | 7.83                              | 10 / 165 | 11  |
| 1927 | Franz Dinghofer | Dins la Llista d'Unitat (PC-GDVP) | Dins la Llista d'Unitat (PC-GDVP) | 85 / 165 | 75  |
| 1930 | Franz Dinghofer | En coalició amb el Landbund       | En coalició amb el Landbund       | 19 / 165 | 66  |